# Acceleron Pharma
Acceleron Pharma, Inc. — це публічна американська «біофармацевтична компанія на клінічному етапі», що базується у Кембриджі, штат Массачусетс, із широким акцентом на розробку фармацевтичних препаратів, що регулюють трансформуючий фактор росту бета (ТФР-β) — надродину білків, які відіграють фундаментальну роль у рості та відновлення клітин і тканин, таких як еритроцити, м'язи, кістки та судини.

## Препарати
Acceleron має 4 препарати на клінічних випробуваннях та один на доклінічному виробництві:
- Луспатерцепт (ACE-536) — проти анемії[5];
- Сотатерцепт (ACE-011) — проти хвороб нирок[6];
- Далантерцепт (ACE-041) — проти раку нирок[7];
- ACE-083 — проти порушень у роботі м'язів[8].
- ACE-1334 — проти фіброзу[9].

## Історія
Компанія була створена в червні 2003 року в Кембриджі, штат Массачусетс, як корпорація Делавера; оригінальна назва — Phoenix Pharma.
Засновниками були вчені Джасбір Сіхра, Том Маніатіс, Марк Пташне, Уайлі Вейл та науковий керівник Джоан Массаге, а також ділові люди та інвестори Джон Нопф та Крістоф Вестфал із Polaris Venture Partners, які виконували обов'язки генерального директора. Компанія була заснована для пошуку та розробки препаратів на основі наукових відкриттів науковців, що працюють у галузі факторів росту та трансформуючих факторів росту, які стосуються порушень метаболізму, таких як ожиріння, діабет, остеопороз та втрата м'язів.
Компанія розпочала з допомогою від Polaris у розмірі 250 000 доларів, а потім отримала вкладення венчурного капіталу серії A — 25 мільйонів доларів і використала його, щоб відкрити свою першу лабораторію в грудні 2003 року.
Гленн Батчелдер був призначений президентом та генеральним директором у червні 2004 року.
Своє перше клінічне випробування компанія розпочала у червні 2006 року; продуктом був ACE-011 (який з часом отримав назву «сотатерцепт»), протеїн, який був антагоністом рецептора активіну 2 типу, призначений для лікування втрати кісткової тканини. ACE-011 був химерним білком, створеним шляхом злиття зв'язуючого домену рецептора активіну другого типу із частиною антитіла; отриманий білок зв'язується з активіном і перешкоджає його дії.

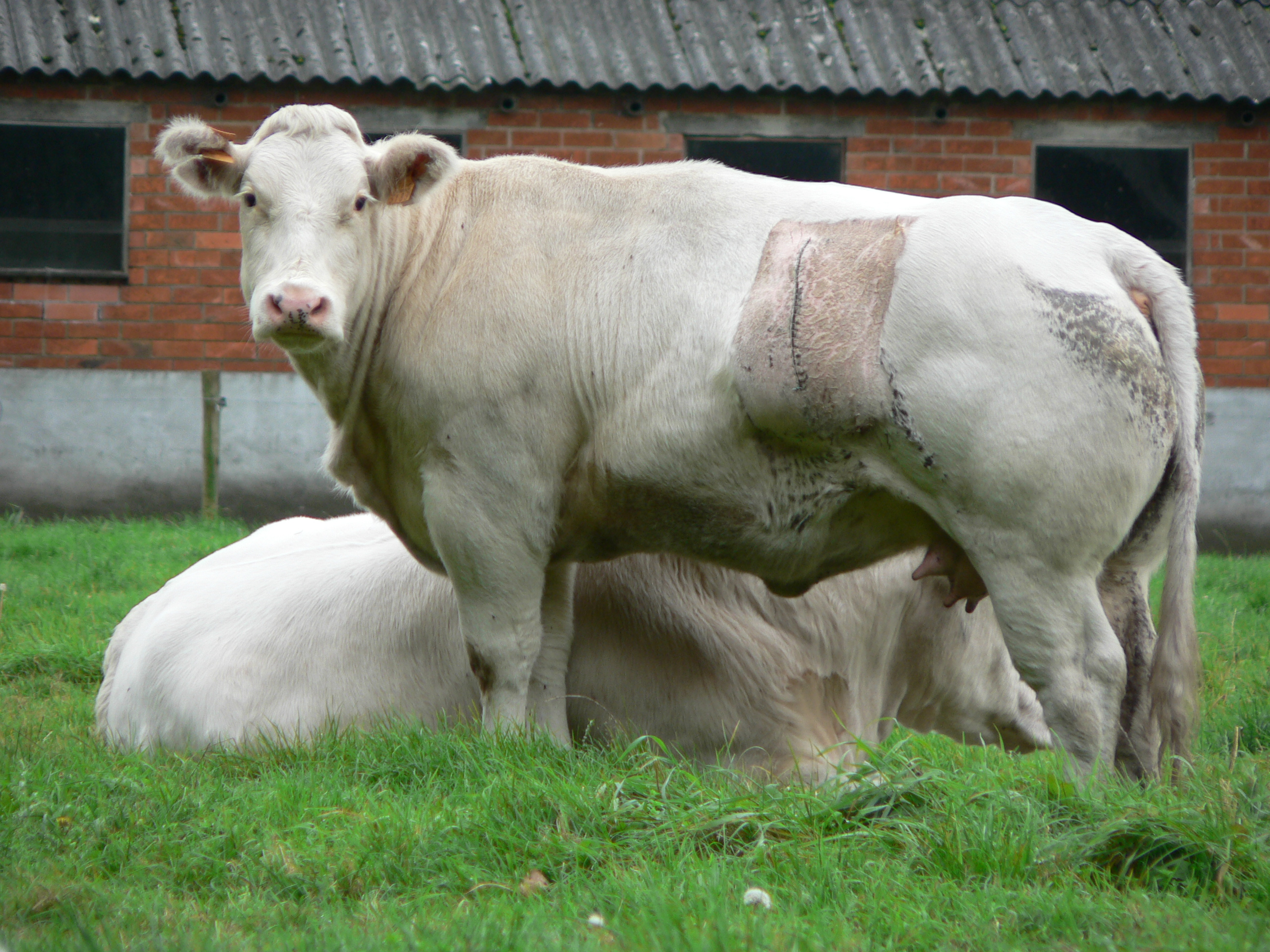
Бельгійська блакитна корова

Нопф обійняв посаду генерального директора в 2007 році. Він став відомим тим, що показав фотографії бельгійської блакитної корови потенційним винахідникам, щоб продемонструвати потенціал продукції компанії, що викликає розвиток м'язів.
У 2008 році Acceleron і Celgene почали партнерство з метою спільної розробки та продажу ACE-011, в якому Celgene заплатив Acceleron 50 мільйонів доларів і придбав 5 мільйонів доларів акцій Acceleron, і погодився придбати ще 7 мільйонів доларів, якщо Acceleron вийде на біржу, і погодився заплатити до 510 мільйонів доларів у віхах. В рамках окремої угоди, укладеної одночасно, Celgene придбав можливість ліцензувати три продукти виробництва Acceleron, спрямовані на лікування раку та втрати кісткової тканини.
У 2011 році Acceleron розширив своє партнерство з Celgene, включивши ACE-536 для лікування анемії, що розвивається; Celgene заплатив заздалегідь 25 мільйонів доларів США, потенційні виплати за течією яких склали 217 мільйонів доларів віхами та роялті понад 10 %.
Первинне публічне розміщення акцій компанія провела у вересні 2013 р. На той час компанія мала трьох «кандидатів» — терапевтичних білків, які вивчались у 12 клінічних випробуваннях фази 2, включаючи сотатерцепт і луспатерцепт (ACE-536), які сприяли виробленню еритроцитів і тестувались як потенційне лікування анемії у людей із таласемією та мієлодиспластичними синдромами (MDS); іншим його білком-кандидатом був далантерцепт (ACE-041) — інгібітор ангіогенезу, тобто потенційний препарат проти раку.
У вересні 2016 року Нопф пішов у відставку, і компанія найняла Хабіба Дабле на посаду генерального директора; на той час провідним продуктом компанії був луспатерцепт проходив фазу III тестування на MDS та бета-таласемію.
У 2019 році Acceleron зазнав падіння цін на акції, оголосивши, що припинить розробку експериментального препарату, призначеного для лікування рідкісного генетичного захворювання, яке називається фаціоскапулохумеральна м'язова дистрофія. Припинення розробки препарату частково спричинене занепокоєнням акціонерів щодо пов'язаних із цим витрат.
У 2021 році на першій фазі клінічних випробувань перебуває ще один препарат: ACE-1334 — протифіброзний фактор. Він є лігандом, який здатний зв'язувати ТФР-β 1 та 3, які є ключовими факторами патогенезу фіброзу.

## Луспатерцепт
Торгівельним продуктом є Реблозил (REBLOZYL). Це поки що єдиний препарат компанії, який пройшов усі випробування і схвалений для використання у багатьох країнах: у листопаді 2019 року — США, у квітні 2020 — ЄС. Призначений для лікування трансфузійно-залежної анемії, коли організм виробляє багато аномальних клітин крові та бета-таласемії, коли організм виробляє замало гемоглобіну і, відповідно, недостатньо функціонуючих еритроцитів — транспортерів кисню.

### Протипоказання[22]
- Тромбоз;
- Гіпертонія;
- Видалена селезінка;
- Вагітність.

### Побічні ефекти[22]
- Згущення крові (тромби) у судинах, мозку, легенях; Симптоми: біль у грудях, проблеми з диханням, біль у ногах (з набряком чи без), охолодження рук чи ніг, раптове оніміння, слабкість (коротко чи довготривала) певної частини тіла, сильний головний біль, сплутання свідомості, раптові проблеми із вимовою, зором чи рівновагою.
- Підвищення артеріального тиску;
- Втома;
- Біль у м'язах та кістках, суглобах;
- Діарея;
- Запаморочення, нудота;
- Спазми у шлунку;
- Головний біль;
- Алергічні реакції;
- Кашель, утруднене дихання;
- У жінок проблеми із заплідненням та виношуванням дітей.